# Coupe de France 1947/48
Der Wettbewerb um die Coupe de France in der Saison 1947/48 war die 31. Ausspielung des französischen Fußballpokals für Männermannschaften. In diesem Jahr meldeten 933 Vereine.
Titelverteidiger Lille Olympique SC gewann die Trophäe in diesem Jahr erneut. Es war Lilles dritter Erfolg bei seiner fünften Endspielteilnahme und zugleich sein dritter nacheinander seit 1946. Damit stellten die Nordfranzosen auch – bis in die Gegenwart (2014) als einzige – den Rekord von Red Star Paris ein, dem dieses Kunststück von 1921 bis 1923 gelungen war. Lilles Gegner und Nachbar Racing Club Lens, in dieser Saison nur in der zweiten Division vertreten, stand zum ersten Mal in seiner Vereinshistorie in einem Finale.
Mit Sports Réunis Colmar schaffte es sogar noch ein weiterer Zweitligist bis ins Halbfinale. Erfolgreichste Amateure waren die drittklassigen Klubs Stade Béthune und FC Gueugnon, die bis ins Achtelfinale vorstießen.
Nach Abschluss der von den regionalen Untergliederungen des Landesverbands FFF organisierten Qualifikationsrunden – wobei vier Vereine der professionellen Division 2 (Lyon OU, RCFC Besançon, AS Béziers und AS Avignon) bereits auf der Strecke geblieben waren – griffen im Zweiunddreißigstelfinale auch die Erstdivisionäre in den Wettbewerb ein. Die Paarungen wurden für jede Runde frei ausgelost. Spiele fanden grundsätzlich auf neutralem Platz statt, die Einnahmen wurden geteilt. Endete eine Begegnung nach Verlängerung unentschieden, wurden solange Wiederholungsspiele ausgetragen, bis ein Sieger feststand.

## Zweiunddreißigstelfinale
Spiele zwischen 1. und 8., Wiederholungsmatches zwischen 8. und 22. Januar 1948; die jeweilige Spielklassenzugehörigkeit wird mit D1 bzw. D2 für die beiden Profiligen, DH („Division d’Honneur“) für die höchste sowie PH („Promotion d’Honneur“) für die zweithöchste Amateurliga angegeben.
| - SO Montpellier D1 – RC Strasbourg D1 2:1 - FC Toulouse D1 – UC Paris DH 1:0 - CS Le Thillot DH – Cheminots Hirson DH 5:1 - ES Versailles DH – Gallia Club Angoulême PH 7:2 - CA Valenciennes PH – ES Juvisy DH 2:1 - AS Troyes-Savinienne D2 – ES Thaon DH 1:0 - Stade Reims D1 – US Le Mans D2 1:0 - RC Lens D2 – AS Saint-Étienne D1 3:0 - OSC Lille D1 – EDS Montluçon DH 7:0 - Olympique Marseille D1 – FC Sète D1 5:2 - FC Metz D1 – SA Douai D2 1:1 n. V., 8:0 - AS Bayeux PH – ES Audenge DH 4:0 - Stade Béthune DH – ES Bully DH 3:1 - Girondins ASP Bordeaux D2 – Stade Bordeaux UC DH 4:0 - FC Gueugnon DH – AS Aix DH 4:3 - Stade Rennes UC D1 – CO Roubaix-Tourcoing D1 1:1 n. V., 2:2 n. V., 3:0 | - FC Dieppe DH – SC Choisy-le-Roi PH 3:1 - Stade Quimper DH – UF Barbézieux PH 5:1 - Stade Français Paris D1 – FC Nantes D2 1:1 n. V., 1:0 - Racing Paris D1 – ES Castres DH 7:2 - CA Paris D2 – CS Alençon PH 2:1 - Olympique Nîmes D2 – SC Orange DH 6:1 - OGC Nizza D2 – Olympique Alès D1 1:1 n. V., 0:0 n. V., 5:1 - FC Nancy D1 – AS Angoulême D2 2:1 - AS Cannes-Grasse D1 – CO Cholet DH 3:0 - FC Rouen D2 – SO Mazamet DH 6:1 - FC Sochaux D1 – Red Star Olympique Paris D1 1:1 n. V., 3:0 - SCO Angers D2 – CO Roche-la-Molière DH 2:1 - CO Saint-Chamond DH – SO Merlebach DH 5:0 - Le Havre AC D2 – US Valenciennes D2 1:0 - SR Colmar D2 – AC Amiens D2 1:0 - Olympique Saint-Quentin DH – US Melun PH 6:1 |

## Sechzehntelfinale
Spiele am 1., Wiederholungsmatches am 5. bzw. 12. Februar 1948
| - AS Troyes-Savinienne D2 – CO Saint-Chamond DH 3:1 - Stade Reims D1 – Le Havre AC D2 2:2 n. V., 3:0 - RC Lens D2 – AS Bayeux PH 2:0 - OSC Lille D1 – Olympique Saint-Quentin DH 6:0 - FC Metz D1 – SO Montpellier D1 1:1 n. V., 4:0 - Stade Béthune DH – CA Valenciennes PH 6:0 - Girondins ASP Bordeaux D2 – FC Dieppe DH 3:0 - FC Gueugnon DH – ES Versailles DH 4:1 n. V. | - Stade Rennes UC D1 – Olympique Nîmes D2 4:2 - Stade Français Paris D1 – CA Paris D2 4:0 - Racing Paris D1 – AS Cannes-Grasse D1 4:3 n. V. - OGC Nizza D2 – Stade Quimper DH 4:2 - FC Nancy D1 – FC Toulouse D1 2:1 - FC Sochaux D1 – CO Le Thillot DH 6:1 - SCO Angers D2 – Olympique Marseille D1 3:3 n. V., 3:2 - SR Colmar D2 – FC Rouen D2 6:1 |

## Achtelfinale
Spiele am 29. Februar 1948
| - RC Lens D2 – Stade Rennes UC D1 3:2 - OSC Lille D1 – SCO Angers D2 3:1 - Stade Béthune DH – Stade Français Paris D1 0:4 - Girondins ASP Bordeaux D2 – FC Metz D1 2:0 | - Racing Paris D1 – OGC Nizza D2 1:0 - FC Nancy D1 – AS Troyes-Savinienne D2 2:1 - FC Sochaux D1 – Stade Reims D1 2:1 n. V. - SR Colmar D2 – FC Gueugnon DH 3:0 |

## Viertelfinale
Spiele am 21., Wiederholungsmatch am 25. März 1948
| - RC Lens D2 – Stade Français Paris D1 2:1 - Racing Paris D1 – OSC Lille D1 3:3 n. V., 1:2 | - FC Nancy D1 – FC Sochaux D1 4:1 - SR Colmar D2 – Girondins ASP Bordeaux D2 1:0 |

## Halbfinale
Spiele am 18. April 1948
| - RC Lens D2 – SR Colmar D2 5:1 | - OSC Lille D1 – FC Nancy D1 2:1 |

## Finale
Spiel am 10. Mai 1948 im Stade Olympique Yves-du-Manoir in Colombes vor 60.739 Zuschauern
- OSC Lille – RC Lens 3:2 (1:1)

### Mannschaftsaufstellungen
Auswechslungen waren damals nicht möglich.
OSC Lille: Félix Witkowski – Joseph Jadrejak, Jean-Marie Prévost, Marceau Somerlinck – Albert Dubreucq, Jules Bigot  – Bolek Tempowski, Roger Carré, Roger Vandooren, Jean Baratte, Jean Lechantre
Trainer: André Cheuva
RC Lens: Georges Duffuler – René Gouillard, Stanislas Golinski, Élias Mellul – Ladislas „Siklo“ Smid, Marcel Ourdouillé  – Maryan „Marrech“ Jedrzejczak, Maryan Pachurka, Jean Mankowski, Stefan „Stanis“ Dembicki, Michel Habera
Trainer: Nicolas Hibst
Schiedsrichter: Léon Boes (Paris)

### Tore
1:0 Vandooren (23.)

1:1 Stanis (39.)

2:1 Baratte (52.)

2:2 Stanis (77.)

3:2 Baratte (86.)

### Besondere Vorkommnisse
Lilles Pokalsiegerelf dieses Jahres war bis auf Torhüter Witkowski identisch mit derjenigen des Vorjahres, einschließlich ihres Trainers. Acht von ihnen (Baratte, Carré, Jadrejak, Lechantre, Prévost, Somerlinck, Tempowski und Vandooren) wurden sogar bei allen drei gewonnenen Endspielen seit 1946 eingesetzt.

Im Viertelfinale standen mit einer Ausnahme (Bordeaux) nur noch Vereine aus den nordöstlichen Teilen Frankreichs, insbesondere aus den Bergbau- und Schwerindustriegebieten (wozu auch die Städte der erfolgreichsten Amateurklubs, Béthune und Gueugnon, zählten). France Football brachte dies auf die Formel „Die Elite des französischen Fußballs wächst im Schatten der Kohlehalden heran“. Der Höhepunkt des diesjährigen Wettbewerbs um die Coupe de France, „das Finale der Ch’tis“, war das erste rein nordfranzösische Endspiel seit 1933. Nicht nur in der regionalen Presse gab diese Paarung Anlass zu wiederholter Kolportierung der „Pokalsaga“ des „großen und (erfolg)reichen“ (Lille) gegen den „Bergarbeiterklub“ (Lens) – einer Legende, wie Marion Fontaine nachwies. Angesichts der Vielzahl polnischstämmiger Bergleute und Industriearbeiter in den beiden Teams (sechs bei Lens, drei bei Lille) erinnerte sich Lilles Bolek Tempowski, wenngleich überpointiert, noch Jahre später:

„Auf dem Spielfeld und den Tribünen hörte man nur Gespräche auf Polnisch.“

Im „Halbfinale der Zweitligisten“ hatte Lens noch das bessere Ende für sich; aber in der Abschlusstabelle der Division 2 stand Colmar sechs Plätze vor den Nordfranzosen und stieg in die höchste Spielklasse auf.